# Монс-ан-Ланнуа
Монс-ан-Ланнуа́ (фр. Mons-en-Laonnois) — коммуна во Франции, находится в регионе Пикардия. Департамент коммуны — Эна. Входит в состав кантона Лан-1. Округ коммуны — Лан.
Код INSEE коммуны — 02497.

## Население
Население коммуны на 2010 год составляло 1149 человек.
| 1962 | 1968 | 1975 | 1982 | 1990 | 1999 | 2010 |
| ---- | ---- | ---- | ---- | ---- | ---- | ---- |
| 841  | 987  | 996  | 973  | 999  | 947  | 1149 |

## Экономика
В 2010 году среди 725 человек трудоспособного возраста (15—64 лет) 534 были экономически активными, 191 — неактивными (показатель активности — 73,7 %, в 1999 году было 72,0 %). Из 534 активных жителей работали 477 человек (245 мужчин и 232 женщины), безработных было 57 (34 мужчины и 23 женщины). Среди 191 неактивных 64 человека были учениками или студентами, 77 — пенсионерами, 50 были неактивными по другим причинам.